# Landgericht Ebersberg
Das Landgericht Ebersberg  war ein von 1812 bis 1879 bestehendes bayerisches Landgericht älterer Ordnung mit Sitz in der Stadt Ebersberg im heutigen Landkreis Ebersberg. Die Landgerichte waren im Königreich Bayern ursprünglich sowohl Gerichts- als auch Verwaltungsbehörden, die 1862 in administrativer Hinsicht von den Bezirksämtern und 1879 in juristischer Hinsicht von den Amtsgerichten abgelöst wurden.

## Geschichte
Im Jahr 1803 wurde das Landgericht Schwaben in Schwaben (heute Markt Schwaben) auf der Grundlage eines vorhergehenden Pfleggerichtes eingerichtet. 1812 wurde der Sitz des Landgerichts nach Ebersberg verlegt und entsprechend umbenannt.  Dieses Landgericht älterer Ordnung in Ebersberg gehörte zum Isarkreis und ab 1838 zum Kreis Oberbayern. 
Der Zuständigkeitsbereich umfasste die damaligen Gemeinden Anzing, Aßling, Baiern, Bruck, Ebersberg, Egmating, Elkofen, Forstinning, Frauenneuharting, Gelting, Glonn, Grafing, Hohenlinden, Eglharting, Lampferding, Loitersdorf, Schwaben, Moosach, Nettelkofen, Oberndorf, Oberpframmern, Ottenhofen, Parsdorf, Pliening, Poing, Pöring, Schalldorf, Steinhöring, Straußdorf und Zorneding.
Im Jahr 1862 wurde das Bezirksamt Ebersberg als Verwaltungsbehörde eingerichtet. Die Landgerichte blieben als Gerichtsbehörde bis 1879 bestehen. Als Eingangsinstanz der niederen Gerichtsbarkeit wurden sie 1879 durch das Gerichtsverfassungsgesetz reichseinheitlich in Amtsgericht umbenannt. So entstand das heutige Amtsgericht Ebersberg.